# Марктштефт
Марктстефт (нім. Marktsteft) — місто в Німеччині, розташоване в землі Баварія. Підпорядковується адміністративному округу Нижня Франконія. Входить до складу району Кітцинген. Складова частина об'єднання громад Марктбрайт.
Площа — 10,51 км2. Населення становить 1995 ос. (станом на 31 грудня 2020).

## Галерея

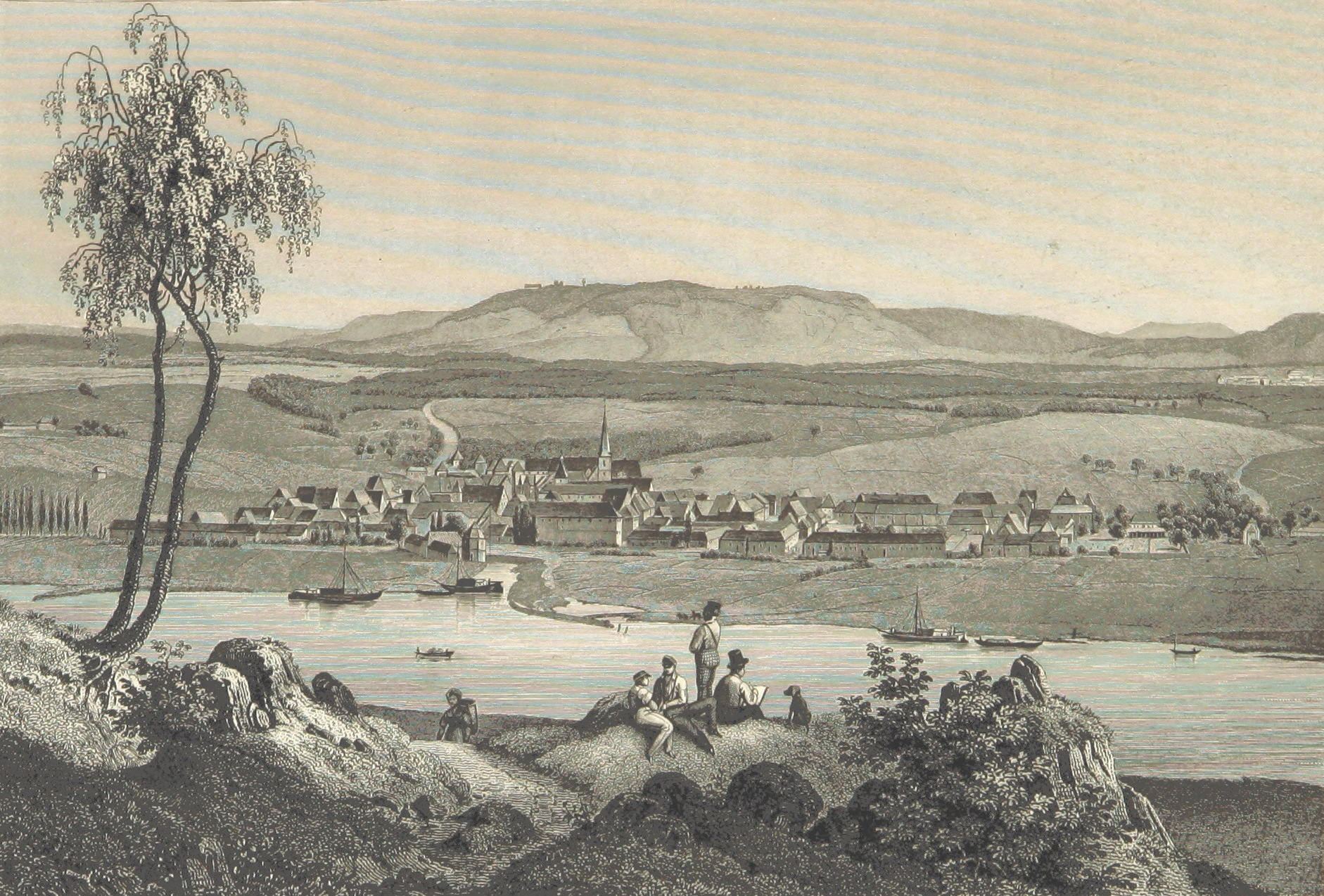
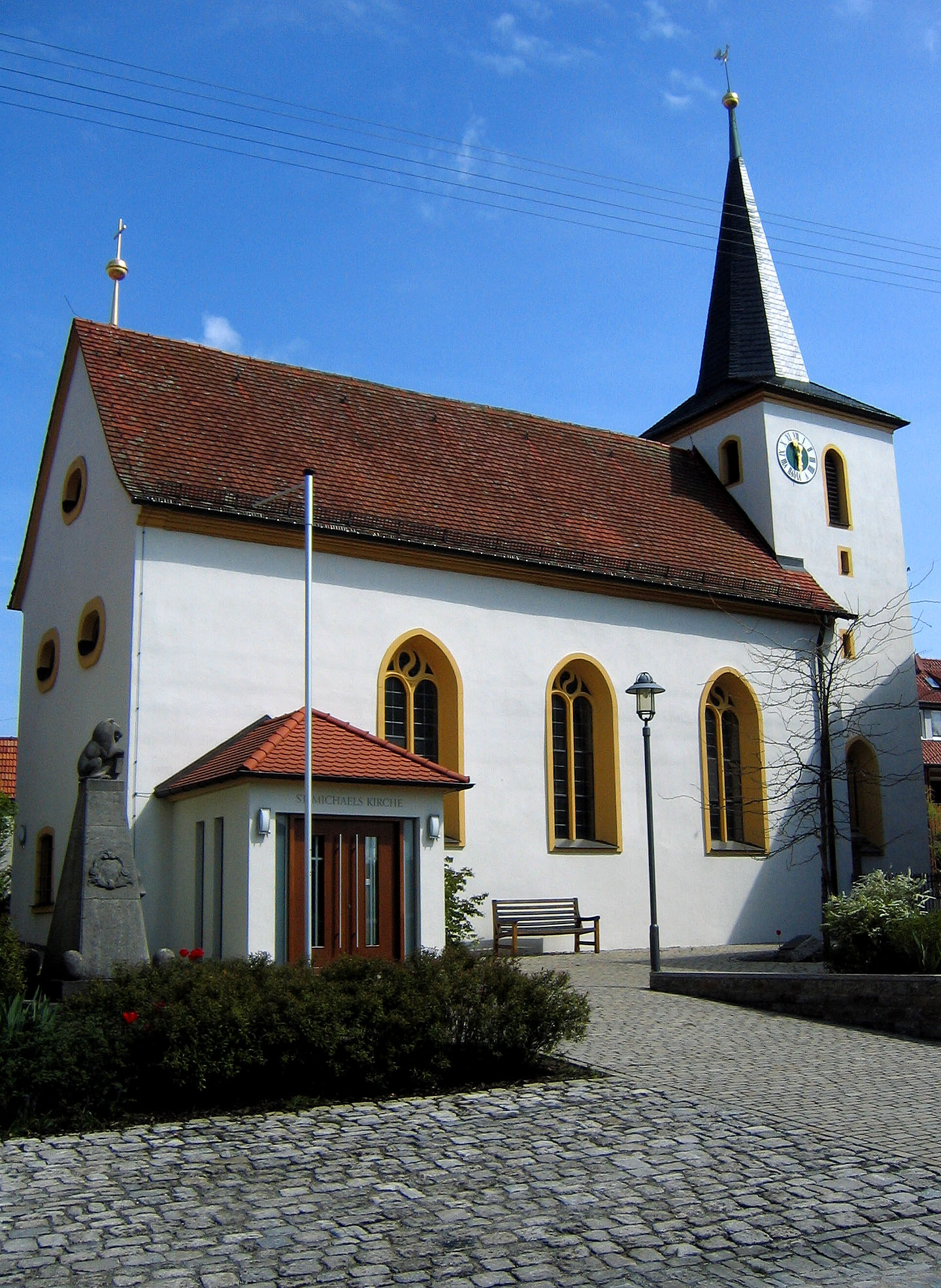